# Василијанци
Василијанци (василијевци, василијани) су део православног монаштва у Аустријском царству, који су примили унију са Католичком црквом, након закључења Брестовске уније,   
У основи термина је пракса римокатолика да се монаштво подводи под посебне редове према правилима по којима су организовани. С обзиром на то да се православни монаси у свом подвигу и устројству придржавају правила светог Василија Великог, аустријске власти су их од XVII века назвале василијани или василијанци. То је важило за све унијатске монахе, како српске по Славонији и Загроју (унијатска Крижевачка епархија) тако и за русинске и румунске по Угарској, Буковини и Галицији. Били су веома ревносни у унијаћењу и католицизирању православних верника.

## Извори
1. ↑  Поповић,, Ј. (1912). „Опћа црквена историја, II”. Сремски Карловци.